# سیچیوفکا
شهر سیچیوفکا (به روسی: Сычёвка) در کشور روسیه و در اوبلاست اسمالنسک واقع شده‌است.